# Helena Kennedy
Helena Ann Kennedy, baronesa Kennedy de Los Shaws, QC, FRSA, HonFRSE (Glasgow, 12 de mayo de 1950) es una abogada, presentadora y miembro del partido laborista británico de la Cámara de los Lores.  Sirvió como directora de Mansfield College, Oxford desde 2011 hasta 2018. 
Kennedy nació el 12 de mayo de 1950 en Glasgow, Escocia, en una familia católica devota. Ella es una de las cuatro hermanas nacidas de Joshua Patrick y Mary Veronica (nacida Jones) Kennedy, ambos activistas laboristas comprometidos. Su padre, un impresor del Daily Record, era un funcionario sindical. Kennedy asistió a la escuela secundaria Holyrood en Glasgow, donde fue nombrada delegada de clase. 
Kennedy asiste regularmente a misa y afirma que su catolicismo "sigue siendo una parte muy importante de mi persona", a pesar de que ella evita los valores más tradicionales. Kennedy continuó sus estudios de derecho en el Consejo de Educación Jurídica de Londres.

## Carrera legal
Entre sus muchos casos, Kennedy actuó como abogada menor en el caso de la asesina de niños Myra Hindley.

## Política
Kennedy se rebela contra partido en la Cámara de los Lores con más frecuencia que cualquier otro compañero de trabajo, con una tasa de disidencia del 33,3 %.  Fue presidenta de la Carta 88 (1992–1997) y está afiliada a la caridad educativa Common Purpose . 

## Academia
Kennedy fue elegida principal de la Universidad de Mansfield, Oxford en julio del 2010 y sirvió desde septiembre de 2011. Se retiró en el 2018 y comenzó como Canciller de Sheffield Hallam Universidad el 26 de julio de 2018.

## Vida personal
Su primera pareja fue el actor Iain Mitchell, con quien convivió desde 1978 hasta 1984, y por el quien tiene un hijo.  En 1986, Kennedy se casó con el Dr. Iain Louis Hutchison (un cirujano), con quien tiene una hija y un hijo.

## Honores
Ha recibido premios académicos numerosos, incluyendo:
- Fellow de la Royal Society of Arts ( FRSA )
- Fellow del Instituto City and Guilds of London (FCGI)
- Miembro de la Académie Universelle des Cultures ( París )
- Miembro Honorario, Real Colegio de Psiquiatras , 2005
- Miembro honorario, Royal College of Paediatrics and Child Health , 2005
- Miembro Honorario, Instituto de Estudios Jurídicos Avanzados
- Miembro Honorario, Universidad de Cambridge , 2010
- Miembro Honorario, Escuela de Estudios Orientales y Africanos (SOAS), 2011
- Doctorado Honorario de Derecho, Universidad de Plymouth, 2012[6]
- Miembro honorario de la Royal Society of Edinburgh (HonFRSE), 2014[7]

## Radiodifusión

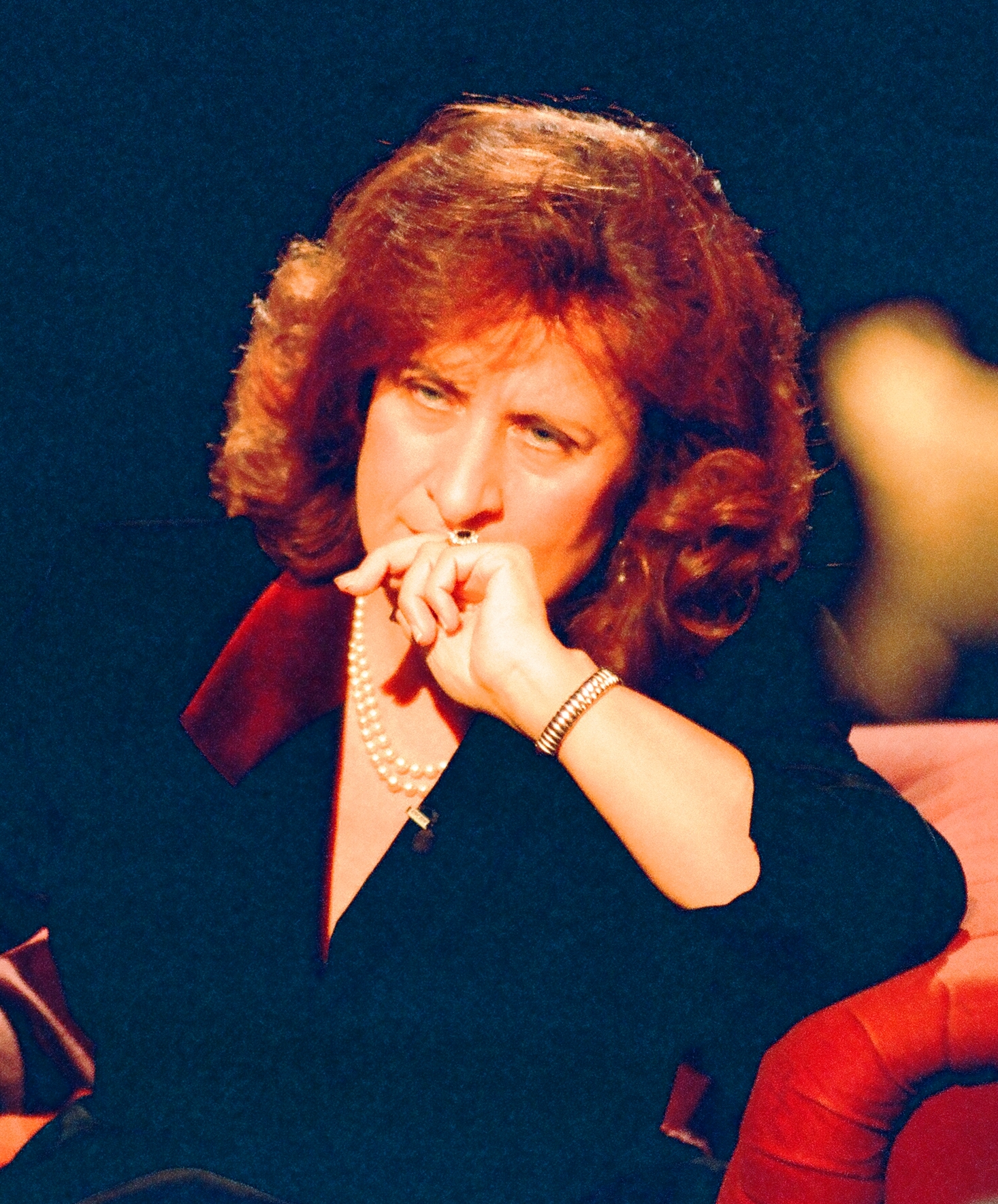
Presentando After Dark en 1997

- Creadora: Blind Justice , BBC TV, 1987
- Presentadora: Heart of the Matter , BBC TV, 1987
- After Dark , Channel 4 y BBC4, 1987–2003 
  - Presentó muchas ediciones de esta serie, incluido el episodio del "borracho Oliver Reed" , donde el actor insultó verbalmente e intentó besar a la feminista Kate Millett.
- Presentadora: Raw Deal on Medical Negligence , BBC TV, 1989
- Presentadora: La prueba de 'Lady Chatterley's Lover' , BBC Radio 4, 1990
- Presentadora: Time Gentlemen, Please , BBC Scotland, 1994 (Ganador, categoría de Premio del Programa de Televisión, 1994 Industrial Journalism Awards)
- Comisaria, BAFTA Investigación sobre el futuro de la BBC, 1990

## Liderazgo público

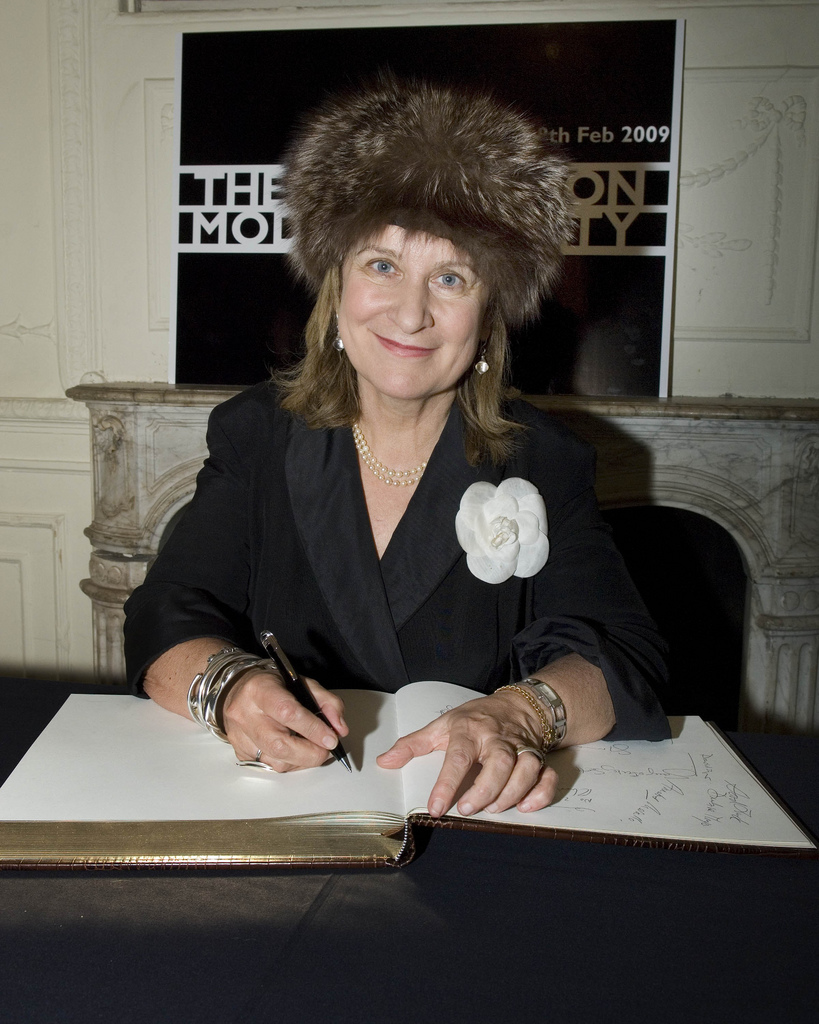
Kennedy firmando la Convención sobre la Libertad Moderna en enero de 2009

- Presidenta, Fundación Helena Kennedy
- Presidenta de la Junta de Gobernadores de la Escuela de Estudios Orientales y Africanos (SOAS)[8]
- Presidenta, almuerzo de las mujeres del año (2010-2015)[9]
- Silla, la justicia
- Presidenta de la Junta de Gobernadores del United World College of the Atlantic
- Presidenta, Ayuda Médica para los Palestinos.
- Patron, Burma Campaign UK , el grupo con sede en Londres que hace campaña por los derechos humanos y la democracia en Birmania
- Miembro de la Junta de Noticias Independientes y Medios de Comunicación.
- Fideicomisaria, Fundación KPMG
- Canciller de la Universidad de Oxford Brookes (1994-2001)
- Canciller de Sheffield Hallam University (nombrado en 2018)[10]
- Presidenta del Consejo Británico (1998-2004)
- Presidenta de la Comisión de Genética Humana (1998-2007)
- Presidenta de la Oficina Nacional de la Infancia (1998-2005)
- Kennedy presidió la Comisión de Poder (noviembre de 2005 - marzo de 2006), que examinó el problema de la retirada democrática en el Reino Unido.  Se produjo un informe que destacó el "Mito de la apatía" y la falta de compromiso político.
- Presidenta de Power 2010 , cuyo objetivo era llevar los conceptos detrás de la Comisión de Poder a la Elección General del Reino Unido 2010
- Miembro del Consejo Consultivo Externo del Instituto del Banco Mundial.
- Miembro de la junta directiva del British Museum.
- Vicepresidenta de la Sociedad Haldane
- Vicepresidenta de la Asociación de Mujeres Abogados
- Patrona, Festival Internacional de Teatro de Londres[11]
- Patrona, Instituto de Aprendizaje (IfL)
- Patrona, Libertad
- Patrona, UNLOCK, La Asociación Nacional de Ex-Delincuentes
- Patrona, Debt Doctors Foundation Reino Unido (DD-UK)
- Patrona, Tower Hamlets Summer University
- Patrona, Rights Watch (Reino Unido)
- Patrona of SafeHands for Mothers , una organización benéfica con sede en el Reino Unido cuya misión es mejorar la salud materna y neonatal aprovechando el poder de lo visual a través de la producción de películas.[12]
- President de la Comisión de Investigación de la Liga Howard sobre Violencia en Instituciones Penales para Jóvenes (el informe final, Banged Up, Beaten Up, Cutting Up, publicado en 1995)
- Presidenta de la Comisión de investigación del Consejo de la ciudad de Reading sobre los aspectos de salud, medio ambiente y seguridad del establecimiento de armas atómicas en Aldermaston (informe final Secreto contra seguridad, publicado en 1994)
- Presidenta de Royal Colleges of Pathologists 'and of Pædiatrics' Inquiry on Sudden Infant Death (produciendo un protocolo para la investigación de tales muertes en 2004)
- Miembro del Consejo Asesor del Centro de Política Exterior.
- Anteriormente miembro del Reino Unido de la Fuerza de Tarea sobre Terrorismo de la Asociación Internacional de Abogados.
- Comisionada de la Comisión Nacional de Educación. Presidió un comité para ampliar la participación en la educación superior y el informe de la Comisión, Learning Works, publicado en 1997.

## Distinciones
- Creada Par vitalicia, como la Baronesa Kennedy de Los Shaws, de Cathcart en Glasgow (27/10/1997).[13]
- Gran Cruz de la Orden al Mérito de la República Italiana (23/03/2004).[14]
- Comendadora de la Orden de las Palmas Académicas (2006).